# میپل سیتی (میشیگان)
میپل سیتی (به انگلیسی: Maple City) یک منطقهٔ مسکونی در ایالات متحده آمریکا است که در میشیگان واقع شده‌است. میپل سیتی ۲۰۷ نفر جمعیت دارد و ۲۱۴٫۸۹ متر بالاتر از سطح دریا واقع شده‌است.